# William Vickrey
William Vickrey (Victoria, Canadà 1914 - Nova York, EUA 1996) fou un economista i professor universitari canadenc, nacionalitzat estatunidenc, guardonat amb el Premi Nobel d'Economia l'any 1996, amb James Mirrlees per la seva investigació sobre la teoria econòmica dels incentius sota informació asimètrica, convertint-se en l'únic premi Nobel nascut a la Colúmbia Britànica.
L'anunci del seu premi Nobel es va fer només tres dies abans de la seva mort. Vickrey va morir mentre viatjava a una conferència d'acadèmics georgistes que va ajudar a fundar i que no es va perdre mai en 20 anys. El seu company del departament d'economia de la Universitat de Colúmbia C. Lowell Harriss va acceptar el premi pòstum en nom seu. Només hi ha tres casos més en què s'ha lliurat un Premi Nobel a títol pòstum.

## Biografia
Va néixer el 21 de juny de 1914 a la ciutat de Victoria, capital de la província canadenca de la Colúmbia Britànica. Després d'estudiar l'ensenyament primari i secundari a cavall entre Europa i els Estats Units, va estudiar matemàtiques a la Universitat Yale, on es graduà el 1935. Posteriorment realitzà un postgrau en economia a la Universitat de Colúmbia l'any 1937, així com el seu doctorat l'any 1948. Inicià la docència acadèmica a Columbia l'any 1946, i ocupà la càtedra d'economia en aquesta universitat fins al seu retir l'any 1982.
Vickrey es va casar amb Cecile Thompson el 1951. Era quàquer i membre de la reunió d'amics de Scarsdale.
Va morir l'11 d'octubre de 1996 a la ciutat de Nova York, a conseqüència d'un atac cardíac, tres dies després d'anunciar-se la concessió del seu Premi Nobel.

## Carrera
Vickrey va ser el primer a utilitzar les eines de Teoria dels jocs per explicar la dinàmica de les subhastes. En el seu article fonamental, Vickrey va obtenir diversos equilibris de subhasta i va proporcionar un primer resultat d'equivalència d'ingressos. El teorema de l'equivalència d'ingressos continua sent la peça central de la teoria de subhastes moderna. La subhasta de Vickrey porta el seu nom.
Vickrey va treballar en els preus de la congestió, la noció que les carreteres i altres serveis s'han de fixar per tal que els usuaris vegin els costos que es deriven de l'ús total del servei quan encara hi ha demanda. El preu de la congestió dona un senyal als usuaris perquè ajustin el seu comportament o als inversors perquè ampliïn el servei per eliminar la restricció. Més tard, la teoria es va posar en pràctica parcialment a Londres.
En economia pública, Vickrey va estendre l'enfocament de preus del cost marginal georgista de Harold Hotelling i va mostrar com els béns públics s'havien de proporcionar a un cost marginal i les despeses d'inversió de capital finançades amb l'impost sobre el valor de la terra. Vickrey va escriure que substituir els impostos sobre la producció i el treball per taxes per tenir terrenys valuosos «milloraria substancialment l'eficiència econòmica de la jurisdicció». Vickrey va argumentar, a més, que l'impost sobre el valor de la terra no té efectes adversos i que substituir els impostos existents augmentaria prou la productivitat local perquè els preus de la terra pugin en comptes de baixar. També va fer un argument ètic per a la captura de valor georgista, assenyalant que els propietaris d'ubicacions valuoses encara prenen béns públics locals, fins i tot si decideixen no utilitzar-los, de manera que sense l'impost sobre el valor de la terra, els usuaris de la terra han de pagar dues vegades per aquells serveis públics (un cop en impostos al govern i un altre en lloguer als titulars del títol de la terra).
La filosofia econòmica de Vickrey va ser influenciada per John Maynard Keynes i Henry George. Va ser molt crític amb l'Escola d'Economia de Chicago i va oposar-se a l'enfocament polític d'aconseguir uns pressupostos equilibrats i lluitar contra la inflació, especialment en èpoques d'alta desocupació. Treballant sota el general MacArthur, Vickrey va ajudar a aconseguir una reforma agrària radical al Japó.
Vickrey va tenir molts estudiants graduats i protegits a la Universitat de Colúmbia, inclosos els economistes Jacques Drèze, Harvey J. Levin i Lynn Turgeon.

## Recerca econòmica
Interessat en les asimetries en la informació, va confirmar que aquestes són freqüents i compliquen el problema de la presa de decisions. En tals situacions, alguns agents poden explotar estratègicament una posició de possessió d'una millor informació. També va estudiar les subhastes, plantejant dissenys per a millorar la seva eficiència. Els resultats van ser aplicats amb èxit pels bancs centrals en les subhastes d'actius. Va estendre el problema de l'asimetria de la informació al terreny fiscal, en el qual els desenvolupaments positius havien estat escassos, donant motiu a les teories de James Mirrlees sobre preferències revelades.
L'any 1996 fou guardonat, juntament amb el mateix Mirrless, amb el Premi Nobel d'Economia pels seus estudis de la teoria econòmica dels incentius en condicions d'informació asimètrica. La prematura mort de Vikrey, tres dies després d'haver-se anunciat la concessió del Premi Nobel a conseqüència d'un atac cardíac produït en un accident automobilístic, provocà que el premi fos recollit pel seu amic Lowell Harriss.

## Obres
- "Counterspeculation, Auctions, and Competitive Sealed Tenders", Journal of Finance, 1961. El document va originar teoria de subhastes, un subcamp de la teoria de jocs.
- «Fifteen Fatal Fallacies of Financial Fundamentalism: A Disquisition on Demand Side Economics», 5 d’octubre 1996.
- Cambridge University Press. Public Economics: Selected Papers by William Vickrey, 1997. ISBN 978-0-521-59763-0.
- M.E. Sharpe. Commitment to Full Employment: The Economics and Social Policy of William S. Vickrey, 2000. ISBN 978-0-7656-0633-4.
- Pavlina R. Tcherneva; Forstater, Mathew. Edward Elgar Publishing. Full Employment and Price Stability: The Macroeconomic Vision of William S. Vickrey, 2004. ISBN 978-1-84376-409-0.